# Album of the Year (album, Faith No More)
Album of the Year je šesté studiové studiové album americké rockové skupiny Faith No More, vydané v červnu 1997 u vydavatelství Slash Records. Nahráváno bylo v rozmezí let 1996 a 1997 ve studiu Brilliant Studios v kalifornském San Franciscu a o produkci se staral Roli Mosimann spolu s baskytaristou skupiny Billym Gouldem. Jde o první album této skupiny, na kterém hraje kytarista Jon Hudson. Na obalu alba je fotografie prvního československého prezidenta Tomáše Garrigue Masaryka.

## Seznam skladeb
| Pořadí         | Název                          | Autor                                       | Délka |
| -------------- | ------------------------------ | ------------------------------------------- | ----- |
| 1.             | Collision                      | Jon Hudson, Mike Patton                     | 3:24  |
| 2.             | Stripsearch                    | Hudson, Patton, Mike Bordin, Billy Gould    | 4:29  |
| 3.             | Last Cup of Sorrow             | Patton, Gould                               | 4:12  |
| 4.             | Naked in Front of the Computer | Patton                                      | 2:08  |
| 5.             | Helpless                       | Patton, Bordin, Gould                       | 5:26  |
| 6.             | Mouth to Mouth                 | Hudson, Patton, Bordin, Gould               | 3:48  |
| 7.             | Ashes to Ashes                 | Hudson, Patton, Bordin, Gould, Roddy Bottum | 3:37  |
| 8.             | She Loves Me Not               | Patton, Bordin, Gould                       | 3:29  |
| 9.             | Got That Feeling               | Patton                                      | 2:20  |
| 10.            | Paths of Glory                 | Hudson, Patton, Bordin, Gould, Bottum       | 4:17  |
| 11.            | Home Sick Home                 | Patton                                      | 1:59  |
| 12.            | Pristina                       | Patton, Gould                               | 3:51  |
| Celková délka: | Celková délka:                 | Celková délka:                              | 43:04 |

## Obsazení
- Mike Patton – zpěv
- Jon Hudson – kytara
- Billy Gould – baskytara
- Roddy Bottum – klávesy
- Mike Bordin – bicí